# Піраміда Джосера
Пірамі́да Джосера — перша піраміда, що з'явилася за часів правління фараона Джосера (2780–2760 рр. до н. е.; початок III династії). Піраміда розташовувалась на полі Саккара, поблизу Мемфіса, була побудована не з цегли, а з вапняку і була присвячена богу мертвих Сокару.

## Розміри, форма і планування піраміди
Розміри основи піраміди 125 х 117 м, висота 60 м. Піраміда є центром ансамблю кам'яних (вапняк) споруд, обнесеного кам'яною стіною висотою понад 9 м, на площі 277х545 м (14,6 тис. м2).
Піраміда була ступінчастою — у вигляді шести поставлених одна на одну мастаб, кожна з яких була менша за попередню, і досягала 62 м у висоту.
Вважається, що шість сходів ступінчастої піраміди повинні були допомогти її власнику — Джосеру зійти на небо після смерті. Піраміда вважалася домом фараона, тому облаштовувалась як місце перебування живих: у підземеллі знаходилися висічені у скельному ґрунті камери, прикрашені художніми рельєфами; одна з камер відповідала туалетній кімнаті житла заможного єгиптянина; завдяки спеціальним вентиляційним вікнам до піраміди надходило свіже повітря. 
З метою захисту від руйнувань атмосферними опадами — рідких, але дуже сильних злив, уступи піраміди були зроблені не горизонтальними, а злегка похилими, через що вода каскадами спадала з них донизу. Автором її проекту був відомий архітектор і лікар Імхотеп, якого єгиптяни згодом почали вважати за бога лікування, сина бога Птаха, покровителя мистецтв та ремесел, а греки — асоціювати з Асклепієм (Ескулапом). Вважається, що саме Імхотеп перший запровадив будівництво з каменю, що сприяло значному поступу в історії будівельної практики.

## Будівельні матеріали
Піраміда була складена із невеликих блоків місцевого вапняку на глиняному розчині і вперше в єгипетській практиці була облицьована плитами із високоякісного привізного вапняку, пізніше поцупленими.

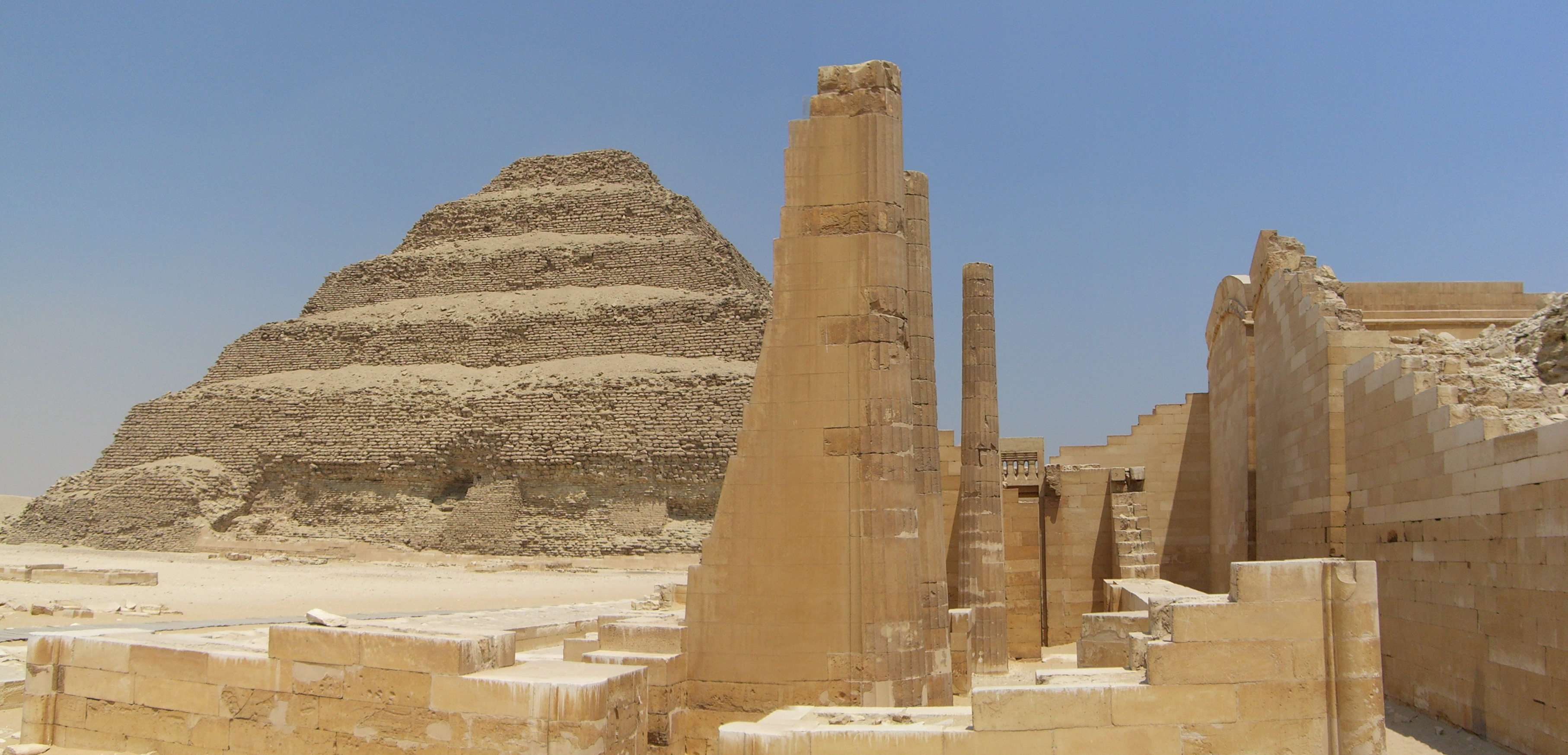
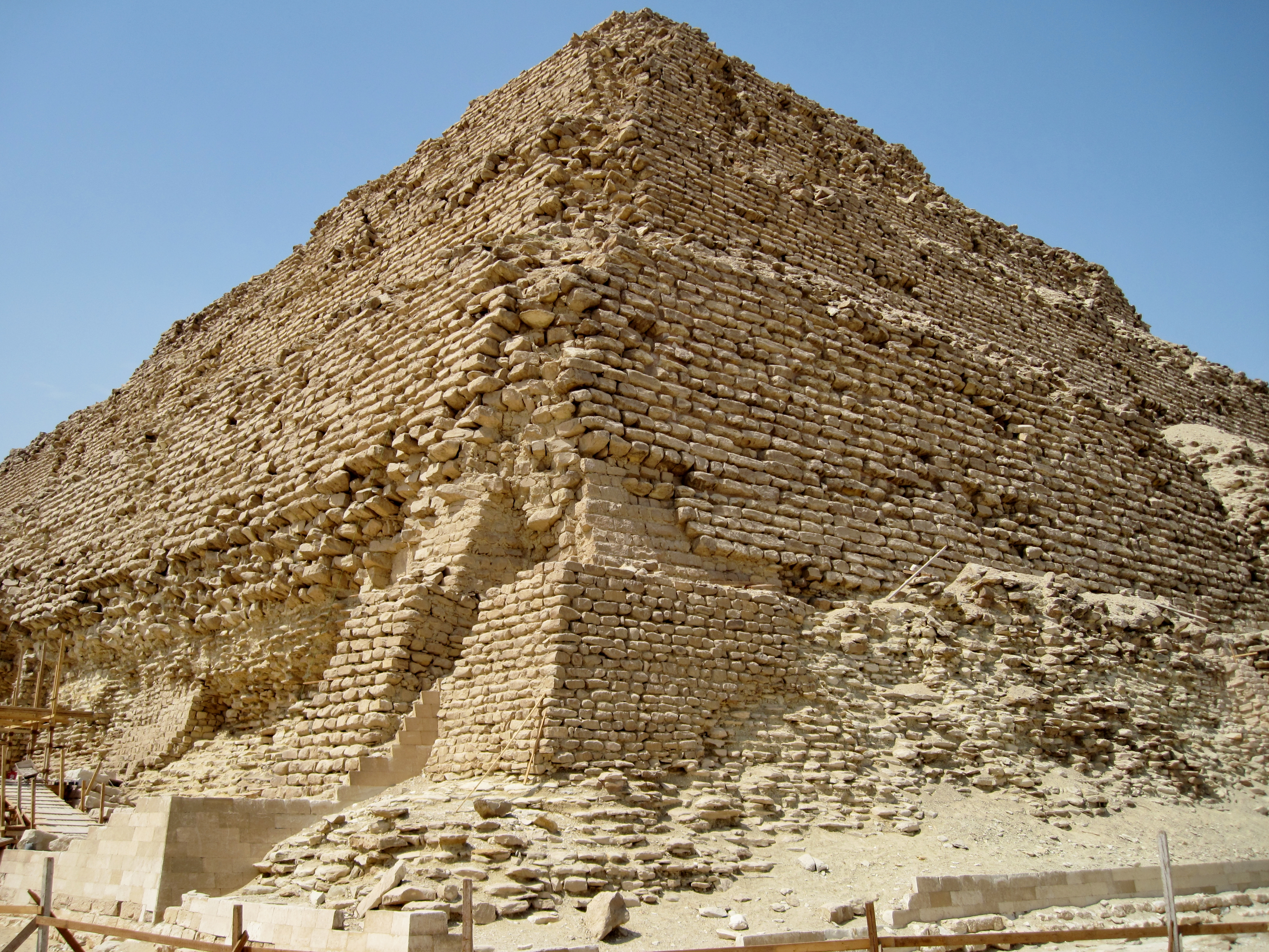
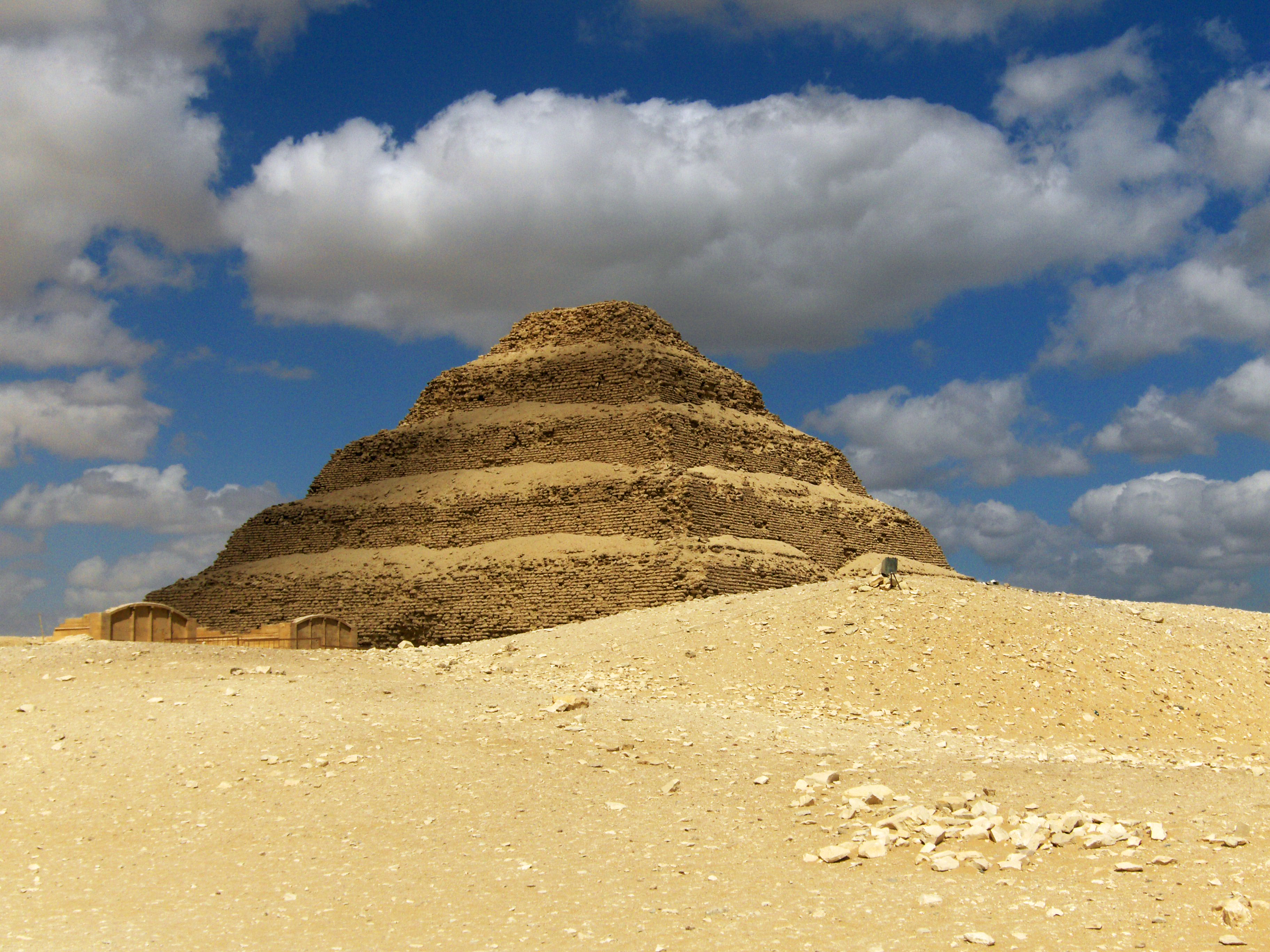
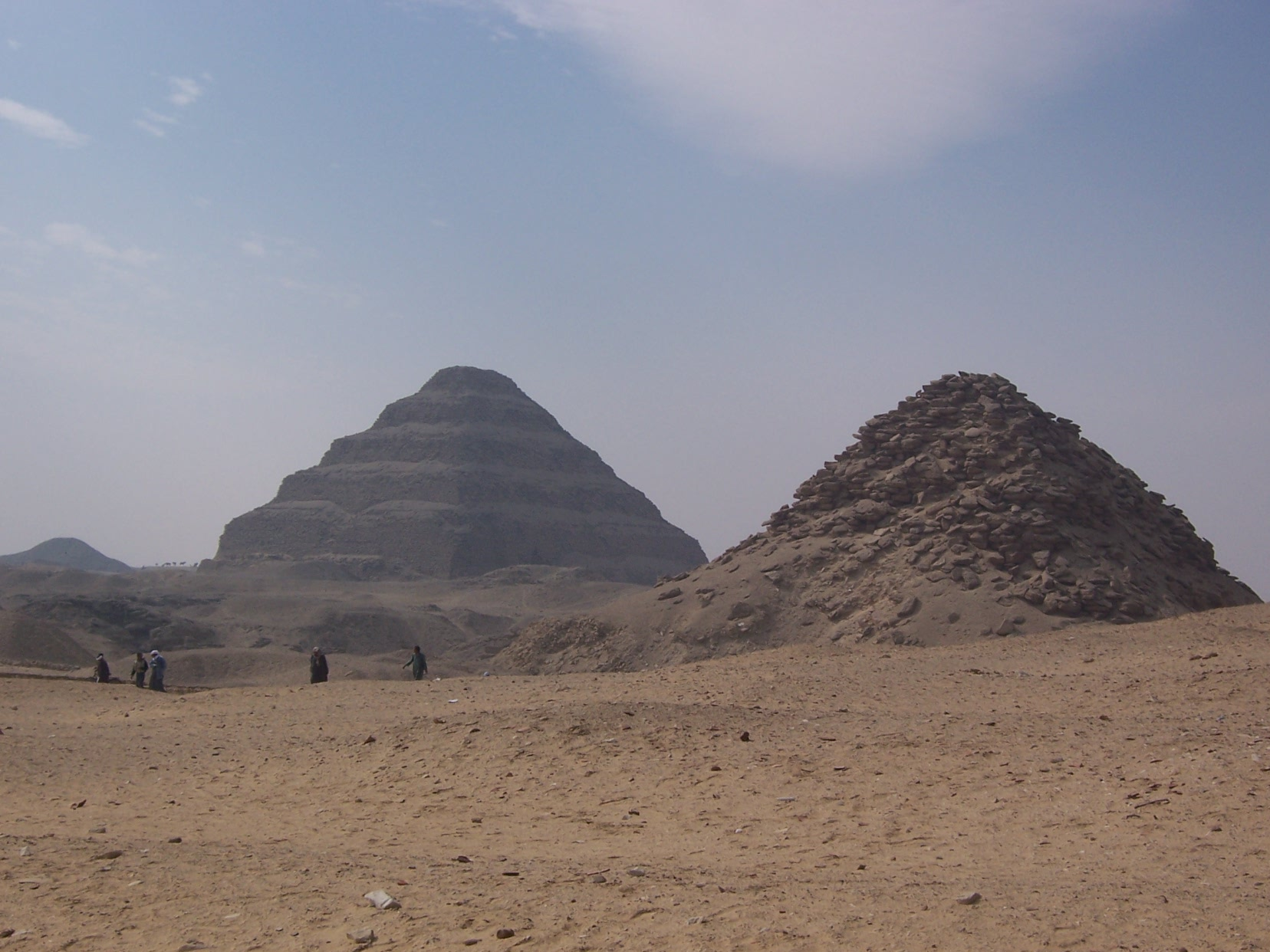
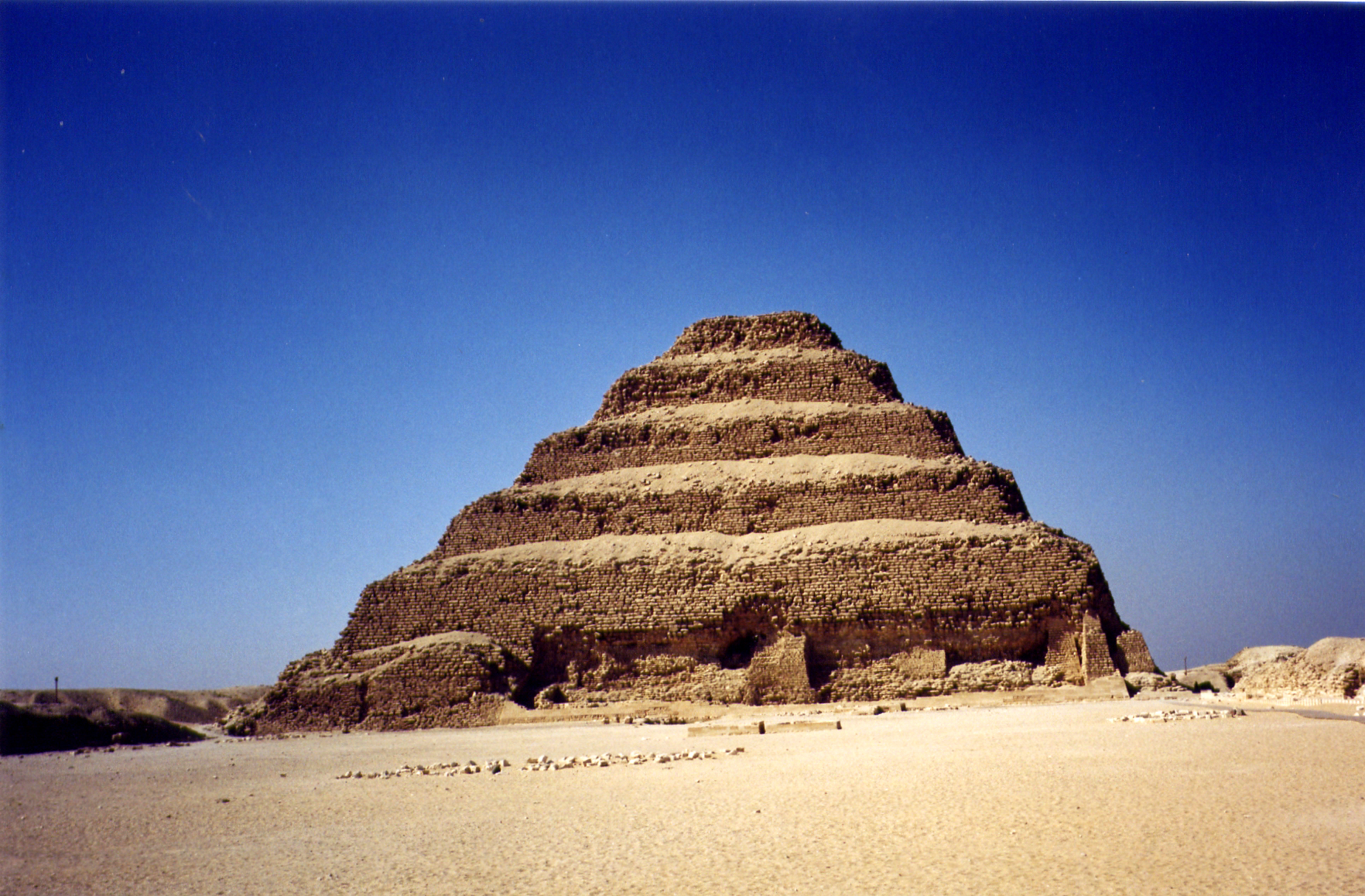
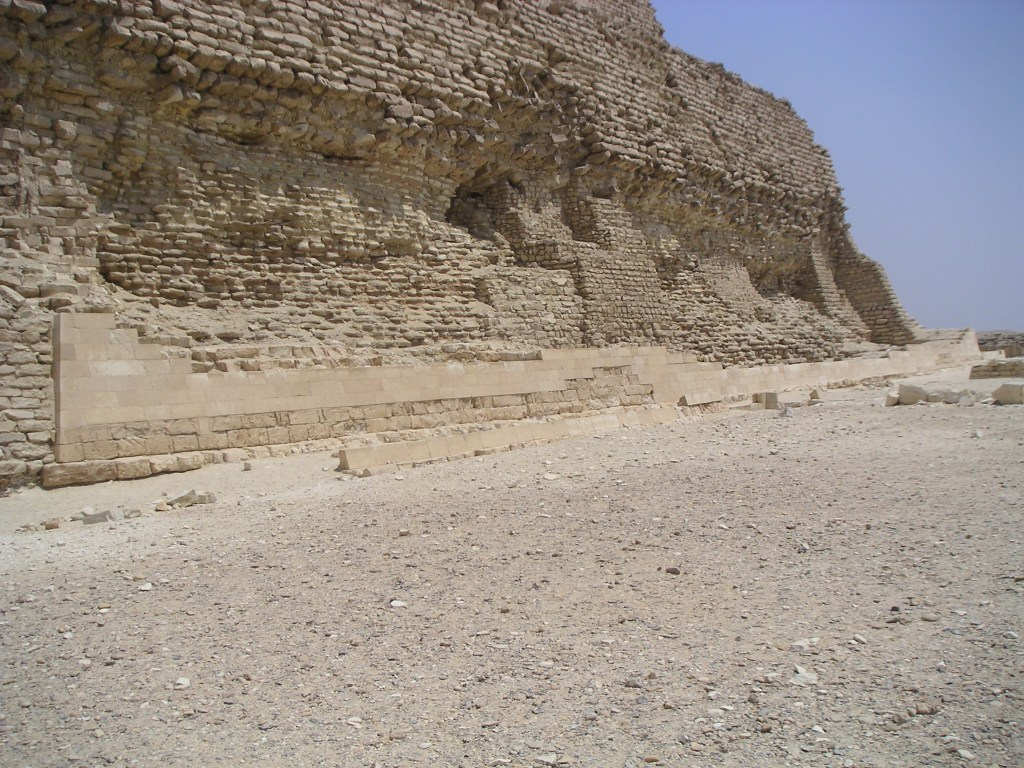
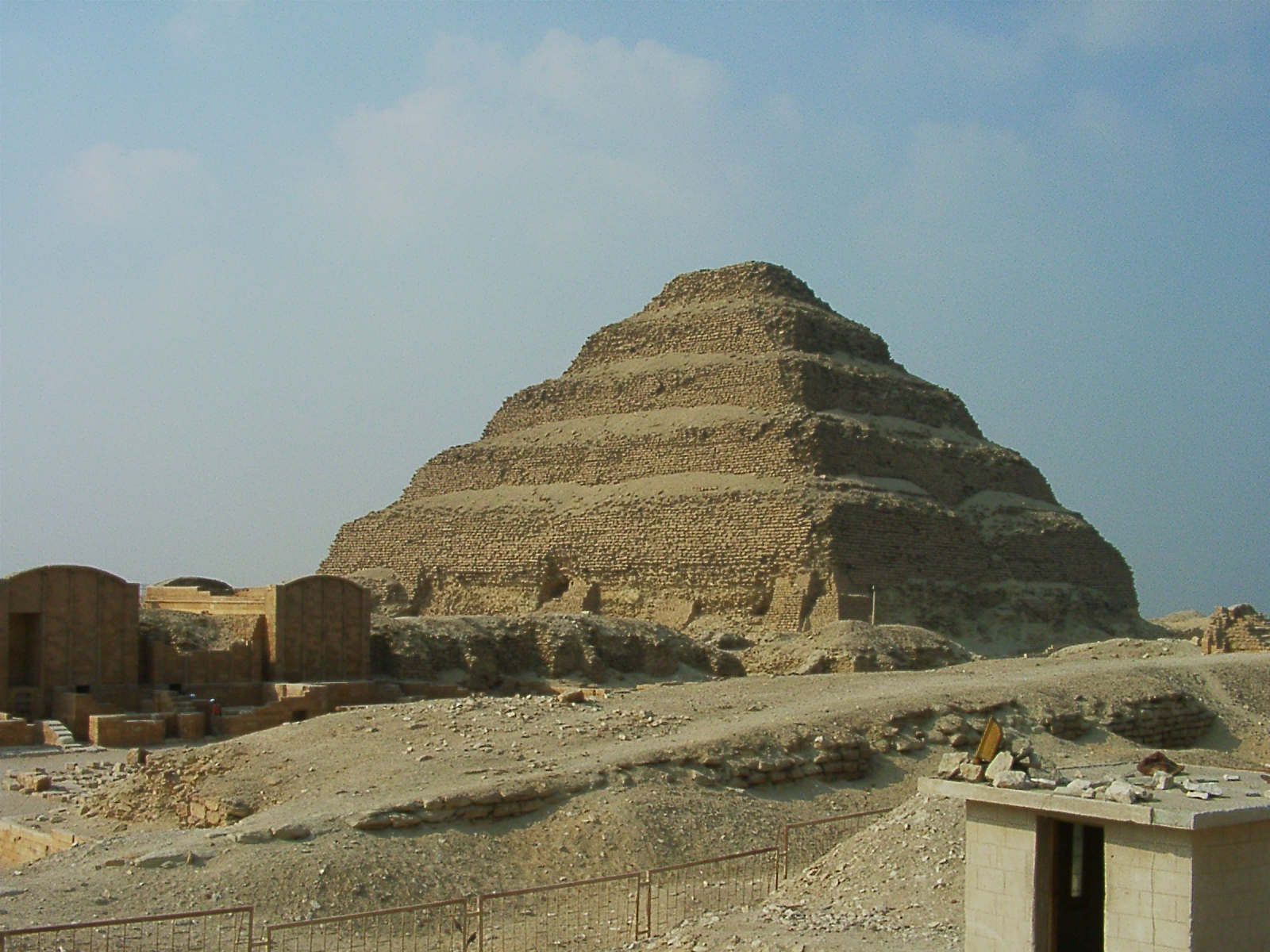
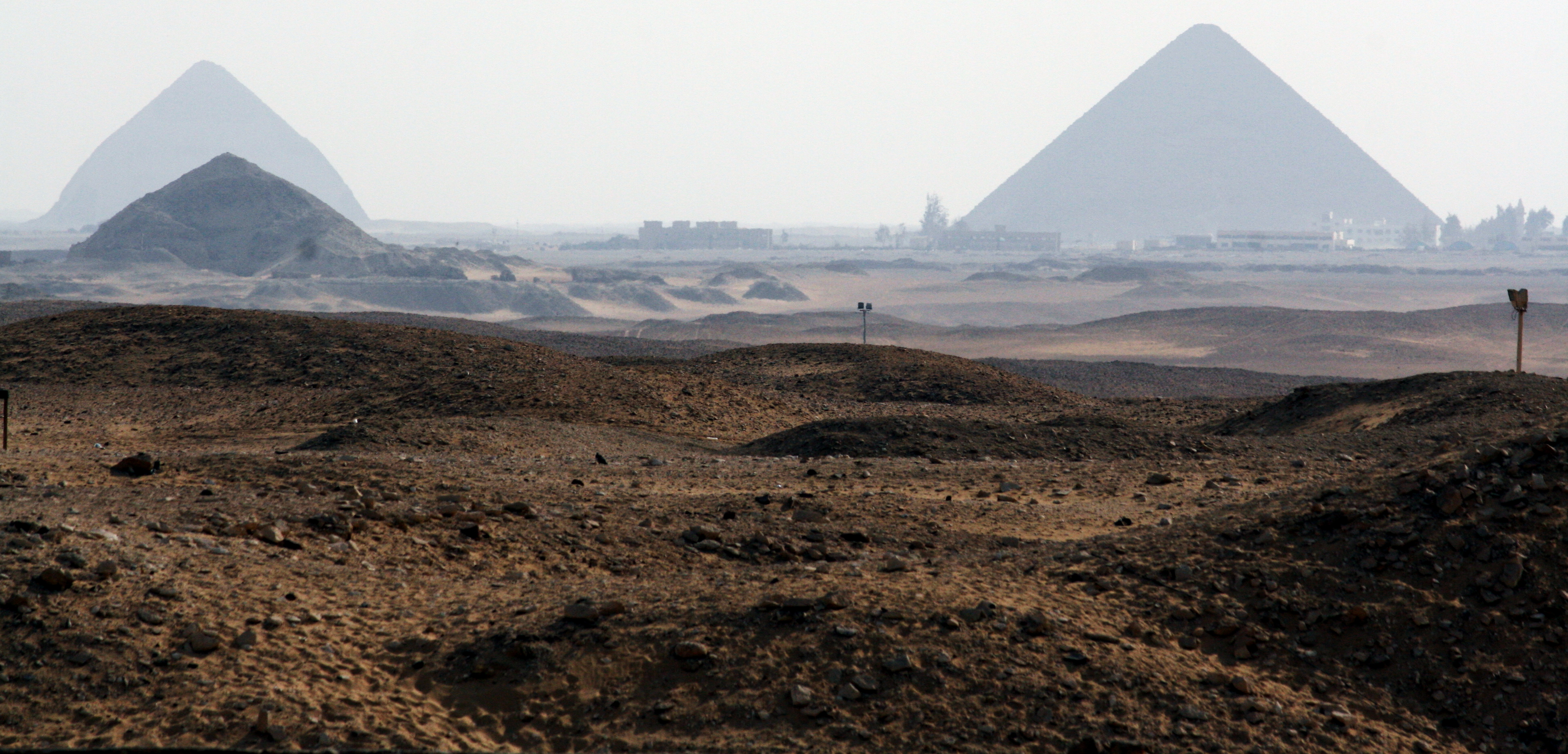
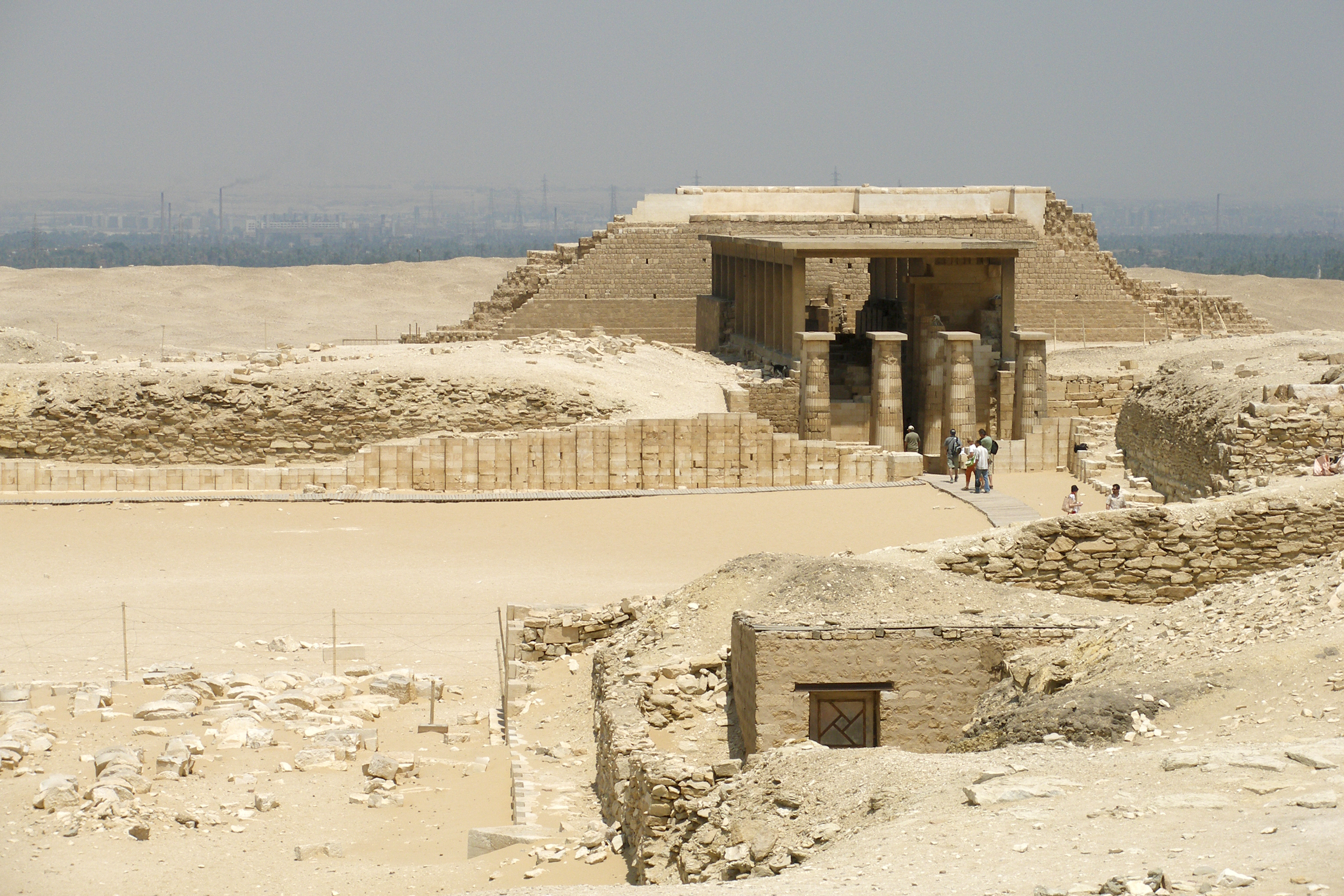
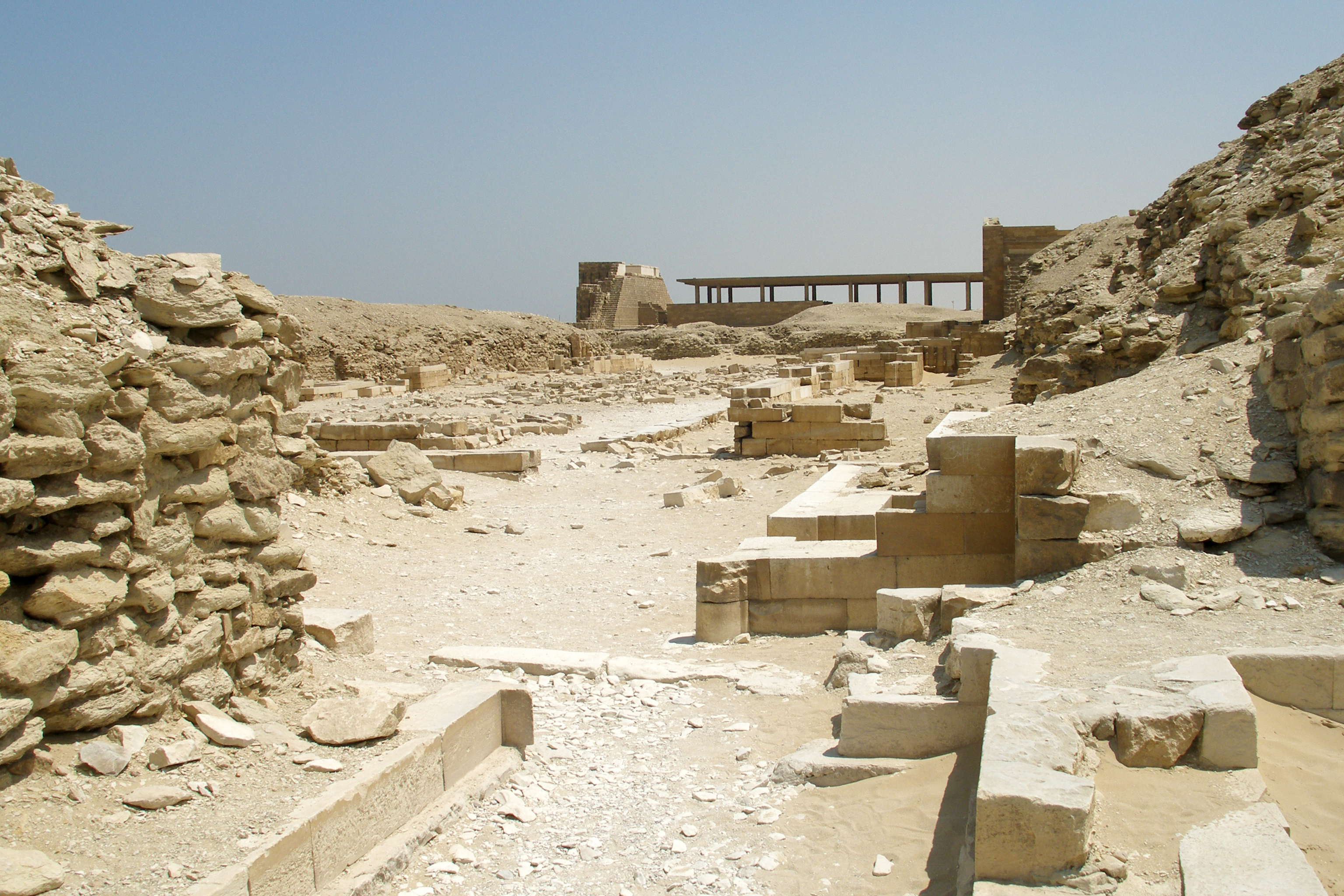
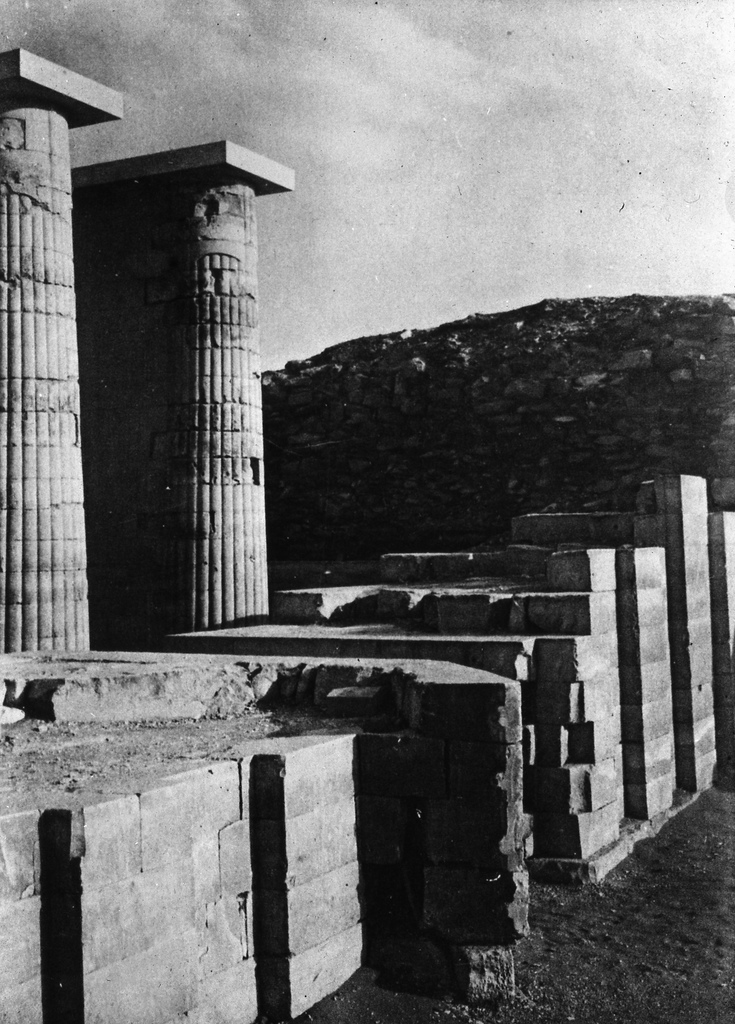
Вхід в зал. Комплекс ступінчастої піраміди, Саккара
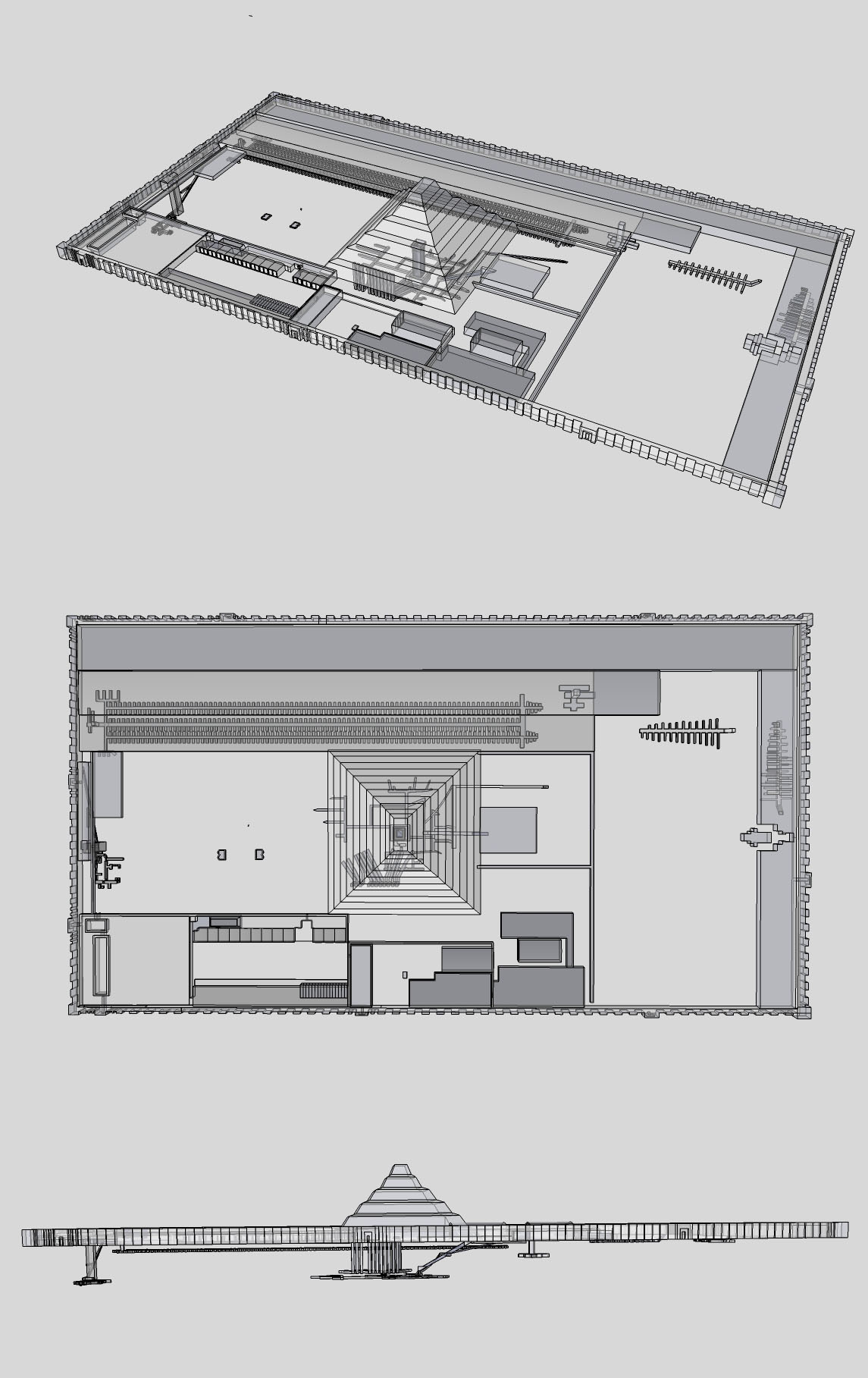
Перспективний вид, план і висотні зображення піраміди Джосера взяті з 3d моделі
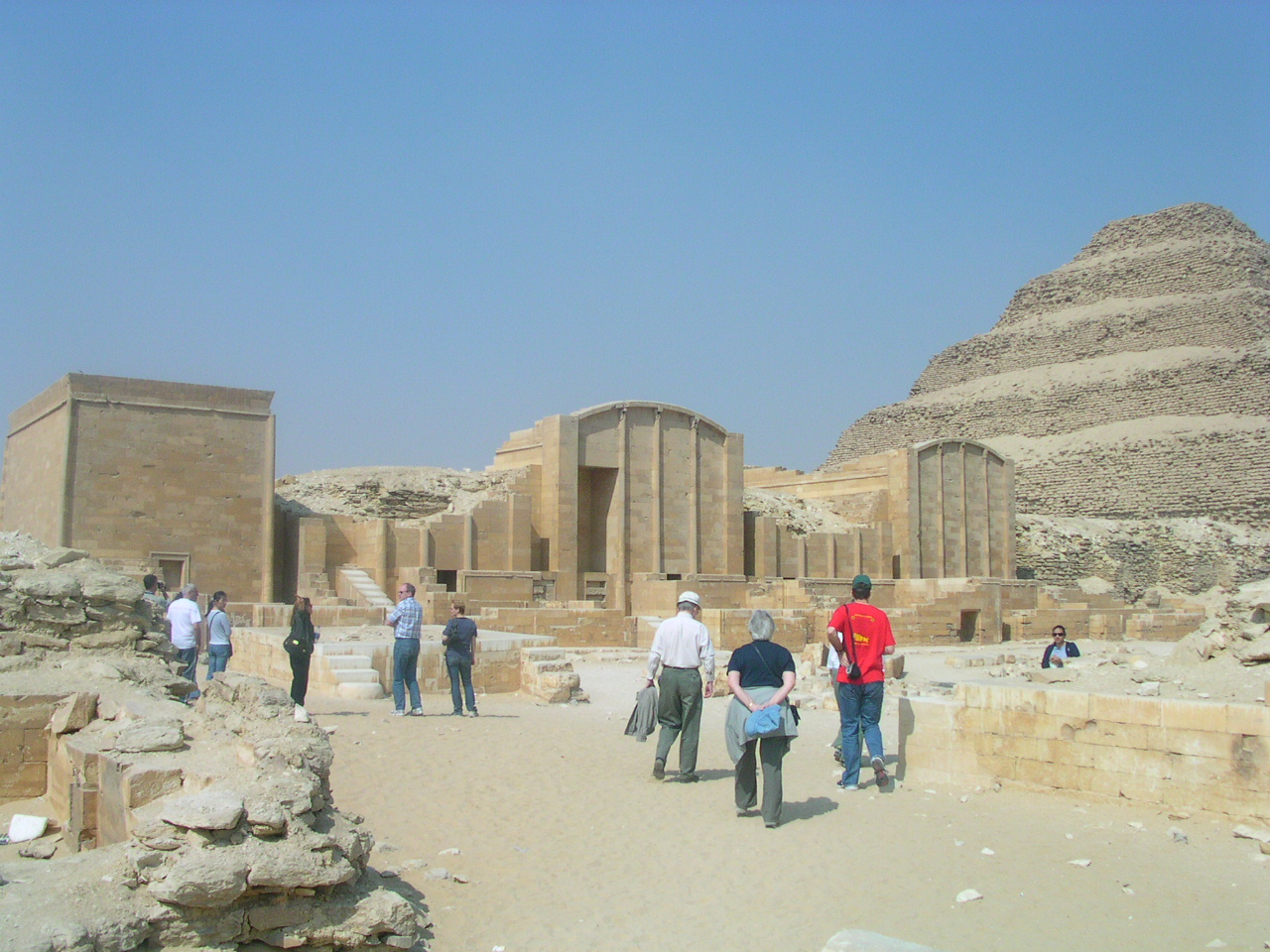
Храми комплексу
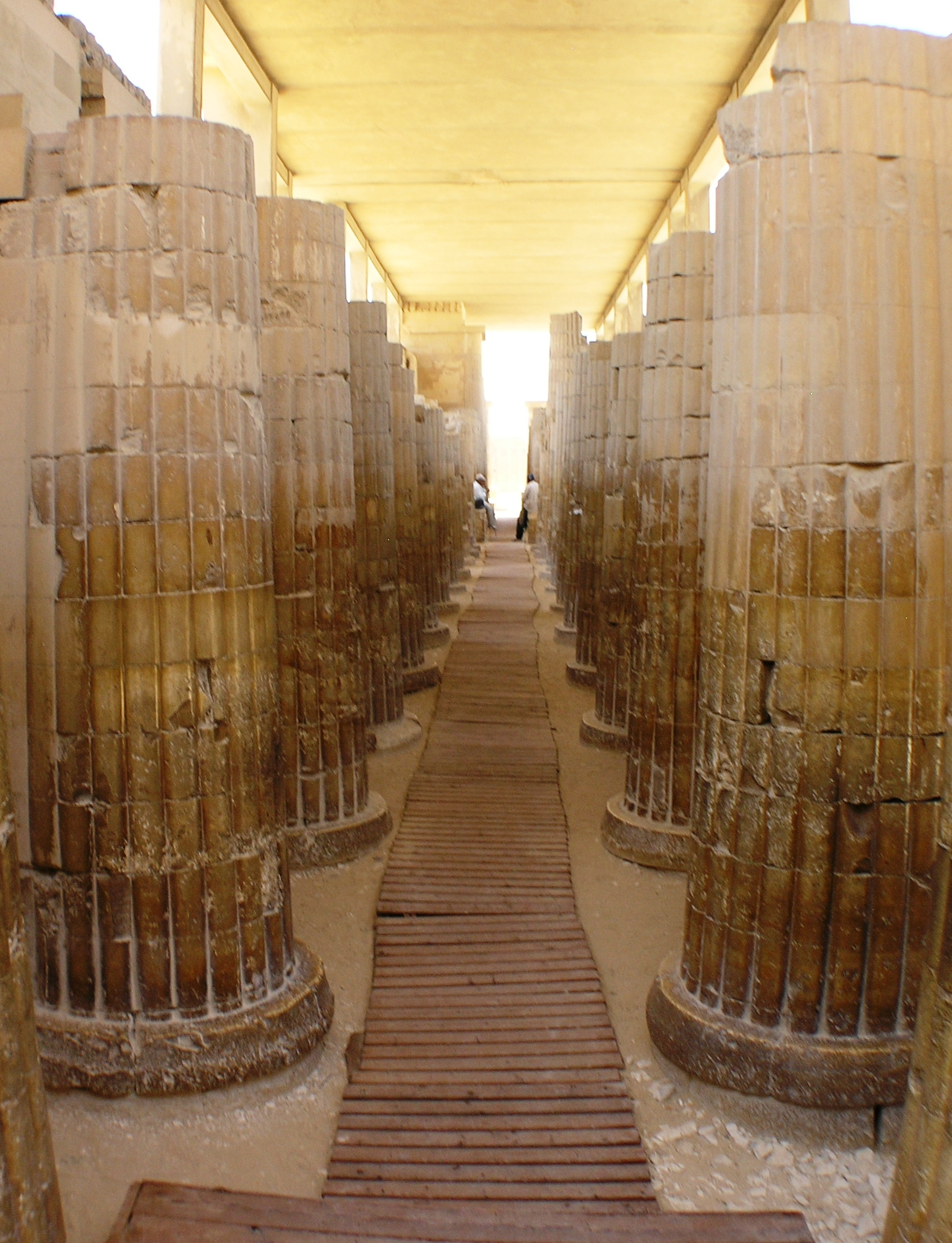

## Знахідки довкола піраміди
Неподалік піраміди у 2019 році було виявлене поховання з муміями, що були захоронені у піску